# Metall- und Lackwarenfabrik Johannes Großfuß
Die Metall- und Lackwarenfabrik Johannes Großfuß wurde 1869 von Johannes Großfuß in Döbeln gegründet. Das Unternehmen fertigte zuerst diverse Blechwaren und war zwischen 1937 und 1945 Rüstungshersteller. Zwischen 1945 und 1947 wurde der Betrieb teilweise demontiert. Ab 1948 wurde das Unternehmen zu einem Volkseigenen Betrieb und ging später im VEB Kombinat Schlösser und Beschläge Döbeln auf.

## Gründungsgeschichte
Das Unternehmen hatte bis etwa 1884 seinen Sitz in der Stadtmitte von Döbeln an der Sörmitzer Straße. Der Unternehmenssitz wurde von dort auf den „Burgstadel, an der Kleinbauchlitzer Straße“ verlegt. Das entspricht der heutigen Lage der Grimmaischen Straße mit Flächen in Richtung Am Burgstadel. Im Jahre 1914 wurde das Unternehmen von Johannes Großfuß und seinem Sohn Curt Großfuß gemeinschaftlich geführt. Die Produktion umfasste bis zu dieser Zeit hauptsächlich „feine lackierte Wirtschaftsartikel wie Vogelkäfige, Ofenschirme und Kohlenkästen in prachtvoller Ausführung, bessere Haus und Küchengeräte, Waschtische, Bidets, Gemäße usw.“

## Waffenentwicklung und Waffenproduktion 1937 bis 1945
1937 erhielt die Firma vom Heereswaffenamt als eines von drei Unternehmen den Auftrag zur Weiterentwicklung des MG 34. Aus der Entwicklungsabteilung des Unternehmens Großfuß war der später als Hochschullehrer tätige Ingenieur Werner Gruner beteiligt, der mit dem Einsatz von spanloser Verformung und von Blechpressteilen beschäftigt war. Gruner entwarf mehrere Versuchsmodelle als MG 39. Vom Modell 39/41 wurden rund 1500 Stück zur Erprobung gefertigt und eine nochmals verbesserte Variante dann als MG 42 eingeführt und zum Teil von Großfuß produziert. Eine weitere Entwicklung zur Vereinfachung des MG 42 wurde unter den Bezeichnungen MG 42V und MG 45 begonnen, konnte aber bis zum Kriegsende 1945 nicht fertiggestellt werden. Die Produktionsstätte in Döbeln befand sich in einem Komplex, dessen Kopfgebäude, der „Rotunda-Bau“, 1938 nach Entwurf des Architekten Wilhelm Kreis ausgeführt wurde.

## VEB Döbelner Beschläge- und Metallwerk Werk II
In der Nachkriegszeit wurden bis 1947 Teile der Großfuß Werke demontiert. Am 1. Juli 1948 wurde der VEB Metallbau Döbeln als Nachfolger der Firma Johannes Großfuss Döbeln gegründet. Der VEB wurde zunächst als Zweigbetrieb der VVB (Vereinigung Volkseigener Betriebe) Sanar geführt.
Im Jahr 1956 entstand das Werk II der VEB Döbelner Beschläge- und Metallwerk als Nachfolgebetrieb der Großfuß Werke. In Vereinigung mit weiteren Werken am 10. Juli 1968 folgte das VEB Kombinat Schlösser und Beschläge Döbeln. Das Kombinat fertigte neben diversen Gütern wie Schlössern, Handschellen und Sicherheitsgurten (Vorstehendes unter dem Markennamen Doblina) auch diverses militärisches Gerät und Waffenteile wie z. B. für das Sturmgewehr AK-47. Der spätere Politiker Manfred Graetz wurde 1974 einer der Abteilungsleiter im VEB Döbelner Beschläge- und Metallwerk (VEB DBM).

## Das Firmengelände nach der deutschen Wiedervereinigung

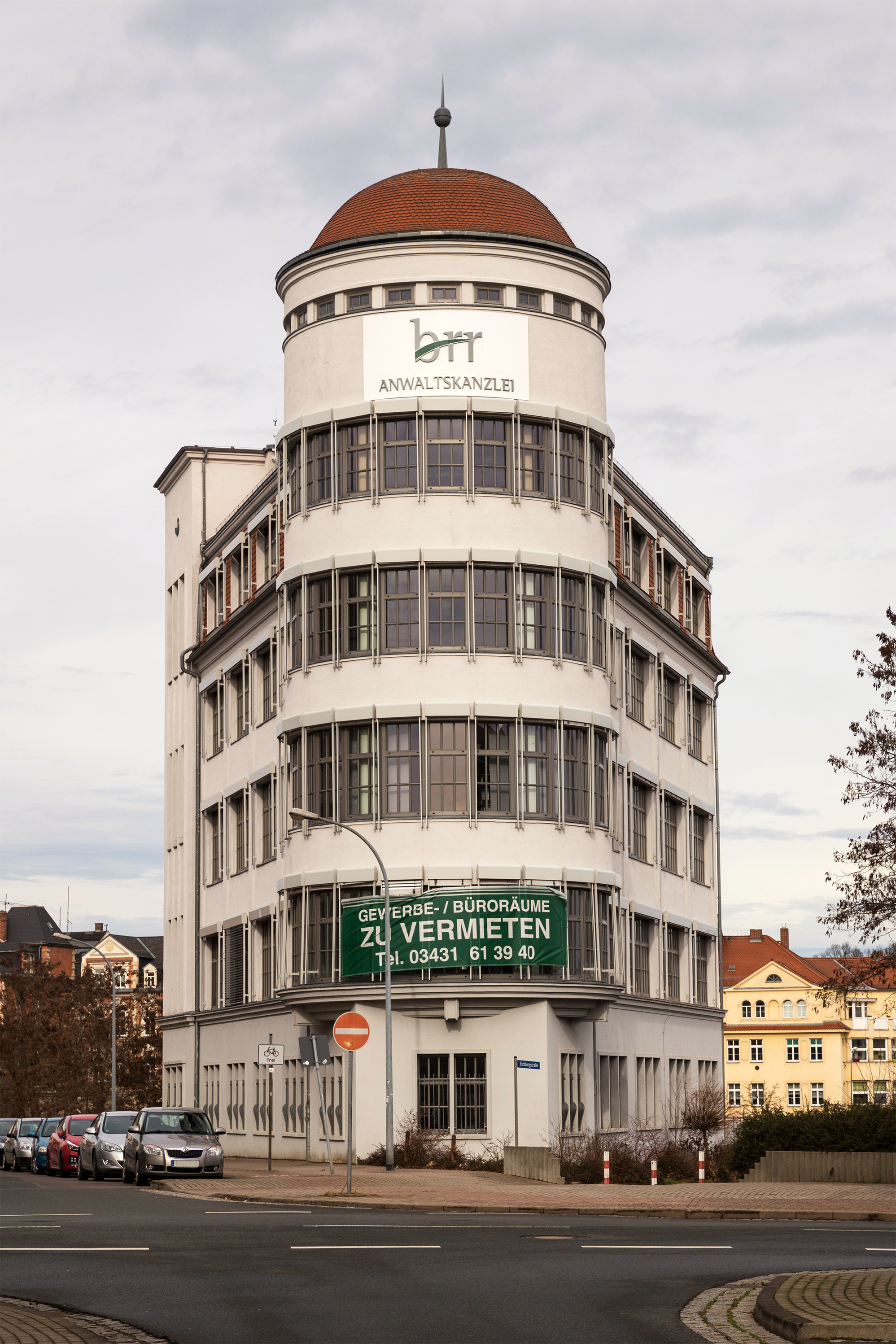
Der Rotunda-Bau 2016

Nach der Wende wurde der Betrieb von der Treuhandanstalt an einen Investor verkauft, der diesen bald liquidierte. Von den zu DDR-Zeiten zuletzt über 2.000 Arbeitsplätzen blieben 27 übrig.
Im Jahr 2002 wurde der Abriss der ehemaligen Werksgebäude bis auf den denkmalgeschützten „Rotunda-Bau“ beschlossen. Im Döbelner Anzeiger wurde dazu berichtet: „Rund 5700 Quadratmeter Fläche werden ‚blankgeputzt‘ und 54.000 Kubikmeter umbauter Raum ‚entsorgt‘. Die ältesten Gebäudeteile stammen von 1871. Der Kopfbau wurde als jüngster Teil 1938 errichtet.“ Es wurden im Mauerwerk und Fußböden Altlasten wie Öl, Schwermetalle, Zyanid aus galvanischen Bädern und Kohlenwasserstoffe wie Tri festgestellt.
Im Zeitraum 2002/2003 wurde der denkmalgeschützte „Rotunda-Bau“ saniert. Er diente bis 2014 als Schulungszentrum des Autoliv-Werkes in Döbeln.